# (11530) d’Indy
(11530) d’Indy (1992 CP2) – planetoida z grupy pasa głównego asteroid okrążająca Słońce w ciągu 4,65 lat w średniej odległości 2,79 j.a. Odkryta 2 lutego 1992 roku.